# Université de Cervera
L’université de Cervera est une ancienne université qui a été en activité entre 1717, — date où elle fut créée à l’instigation de Philippe V qui voulut ainsi récompenser la fidélité de la ville de Cervera lors de la guerre de Succession, en même temps que de châtier Barcelone pour son allégeance aux Habsbourgs —, et 1842, date à laquelle elle fut transférée à Barcelone. L’université, destinée à remplacer les six autres que comptait alors la Catalogne (dont celle de Barcelone), avait vu ses statuts adoptés en 1726 et comprenait les facultés de théologie, de droit canon, d’humanités, de médecine, de philosophie et de droit civil. Avant l’instauration d’un recrutement sur concours, la composition du corps professoral releva d’abord du pouvoir discrétionnaire du capitaine général, puis de la décision royale. Témoin d’une influence jésuitique marquée, sur les vingt-quatre chaires que comptait l’organigramme initial, neuf étaient détenues par des jésuites. 
Après 120 ans d’existence, la pérennité de l’université de Cervera se vit menacée par la ville de Barcelone, qui entendait refonder une université dans ses murs. Avec l’ascension de la classe bourgeoise, un régime politique libéral s’implanta progressivement en Espagne entre 1832 et 1840, le courant libéral exerçant en effet sur la jeune reine Isabelle une influence de plus en plus forte ; la concomitante propension à fermer les centres universitaires qui avaient été installés dans des endroits distants des centres d’activité et de les transférer vers les grandes villes favorisa la position de Barcelone, au détriment des prétentions de Cervera, réputée soumise à l’Église et axée principalement sur l’aristocratie. Un décret royal de 1835 autorisa la création à Barcelone, selon le régime d’enseignement privé, de chaires de droit civil et canon et d’éloquence judiciaire, et en septembre 1837, le gouvernement central finit par décider le transfert de l’université de Cervera vers Barcelone, quoiqu’encore à titre provisoire. Parallèlement, la situation à Cervera s’était progressivement détériorée, quatre de ses facultés ayant dû être fermées pour cause de guerre civile, tandis que circulaient des rumeurs d’une connivence de l’université de Cervera avec la faction carliste — rumeurs confirmées quand en 1837 plus d’une douzaine de ses professeurs prirent la fuite pour Solsona, ville au pouvoir des carlistes, où ils se proposaient de mettre en place une université conservatrice. La défaite carliste scella le sort de l’université de Cervera : par un décret d’août 1842, signé par le régent, le général Espartero, les universités de Catalogne furent regroupées en une seule, sise à Barcelone.
Le bâtiment de l’université de Cervera, érigé de 1718 à 1740 et classé au titre des monuments historiques, est un imposant édifice de plan rectangulaire, cantonné de tours carrées à toit en pavillon. La longue durée de sa construction explique la coexistence de deux styles d’architecture nettement distincts : de la première phase de construction date la façade principale (occidentale), de style baroque, comprenant en particulier un portail d’entrée surmonté d’une statue de l’Immaculée Conception et coiffé d’un pignon chantourné ; à la seconde remonte la monumentale façade intérieure, de style néoclassique, et le Paranimf, à la fois chapelle et salle de cérémonie, célèbre pour son retable sculpté.

## L’institution universitaire

### Fondation
En 1717, Philippe V ordonna par décret, d’une part, la suppression des sept universités de Catalogne (nommément : celles de Lleida, de Barcelone, de Gérone, de Tarragone, de Tortosa, de Solsona et de Vic) et, d’autre part, la création d’une université unique centrale dans la ville de Cervera. Par sa décision, le roi Philippe V entendait récompenser la ville de Cervera pour sa fidélité à la cause bourbonnienne lors de la guerre de Succession, en même temps que de châtier Barcelone pour s’être mise sous la bannière des Habsbourgs,. Il était prévu par ailleurs que le financement du nouvel établissement serait assuré par les rentes dont avaient bénéficié les universités catalanes supprimées, notamment les droits portuaires de Salou.
L’édifice destiné à héberger le nouvel établissement fut initialement projeté par l’architecte barcelonais Francesc Soriano (1731-1745), avant que le chantier ne fût pris en mains par Miguel Marín. Les longues années que dura sa construction expliquent la coexistence de deux styles d’architecture nettement distincts. De la première phase de construction date la façade principale, de style baroque, construite en pierre de taille, et présentant un portail monumental flanqué d’une double colonne de chaque côté, dans le pignon chantourné duquel se dresse la figure de l’Immaculée Conception, patronne de l’institution, avec à ses pieds une plaque commémorative en bronze ; au sommet dudit pignon s’élève la couronne royale, signalant la fondation par initiative monarchique. À la deuxième phase remonte la monumentale façade intérieure, de style néoclassique, dotée notamment d’un fronton ionique et d’une allégorie de la Sagesse. L’édifice, de plan général carré, renferme trois cours intérieures, dont deux cours carrées jumelles, ornées chacune en leur milieu d’une fontaine surmontée d’un dauphin que chevauche un enfant. La façade intérieure permet d’accéder à un vestibule d’où partent deux grands escaliers et où s’ouvre la porte donnant accès à la chapelle, concurremment salle de cérémonie (paranimf), constituée de trois nefs que vient couronner une coupole hémisphérique et qui conserve un retable d’albâtre de l’architecte et sculpteur Jaume Padró. 
Les cours universitaires commencèrent à être dispensés dans les nouveaux locaux en 1740, après que l’université fut parvenue à réunir en son sein les facultés de théologie, de droit canon, d’humanités, de médecine, de philosophie et de droit. Viendront y étudier Josep Finestres, Narcís Monturiol, Joan Prim, Jaume Balmes, Milà i Fontanals, Antoni Gimbernat i Arbós et Josep Melcior Prat.

### Premières décennies
La composition du corps professoral relevait de la décision personnelle du capitaine général, le prince de T'serclaes de Tilly, qui faisait son choix parmi les adulateurs de Philippe V. Les cours débutèrent le 7 janvier 1715, avec un succès très mitigé. En effet, dans une lettre du 12 février 1715 à Madrid, les regidors du chef-lieu de la comarque de Segarra exprimaient leur crainte que « les professeurs ne fussent plus nombreux que les étudiants ».
Durant trois ans, les études universitaires à Cervera resteront peu importantes, cependant Philippe V, en promulguant depuis Ségovie le décret d’érection du 11 mai 1717, conféra sa première approbation officielle à la fondation de l’université de Cervera. Ledit décret rappelle sommairement les motifs ayant induit le roi à établir à Cervera l’université unique de toutes les terres de la principauté de Catalogne ; fait état de ses recettes ; énumère les chaires et les facultés qui s’établiront en elle ; fixe les dotations, en promettant qu’elles seront augmentées si le budget pour l’édification de l’université se révélait insuffisant ; et annule toutes les autres études supérieures existant en Catalogne. En 1717 donc, l’université de Cervera était dorénavant un fait, de même qu’était consommée la destruction massive de toutes les autres de Catalogne, les recettes de celles-ci passant à la nouvelle académie bourbonienne.
Les premières nominations de professeurs à l’université de Cervera seront de la compétence royale de Philippe V et jusqu’en 1725, année où fut convoqué le premier concours professoral, se répartiront ainsi que suit :

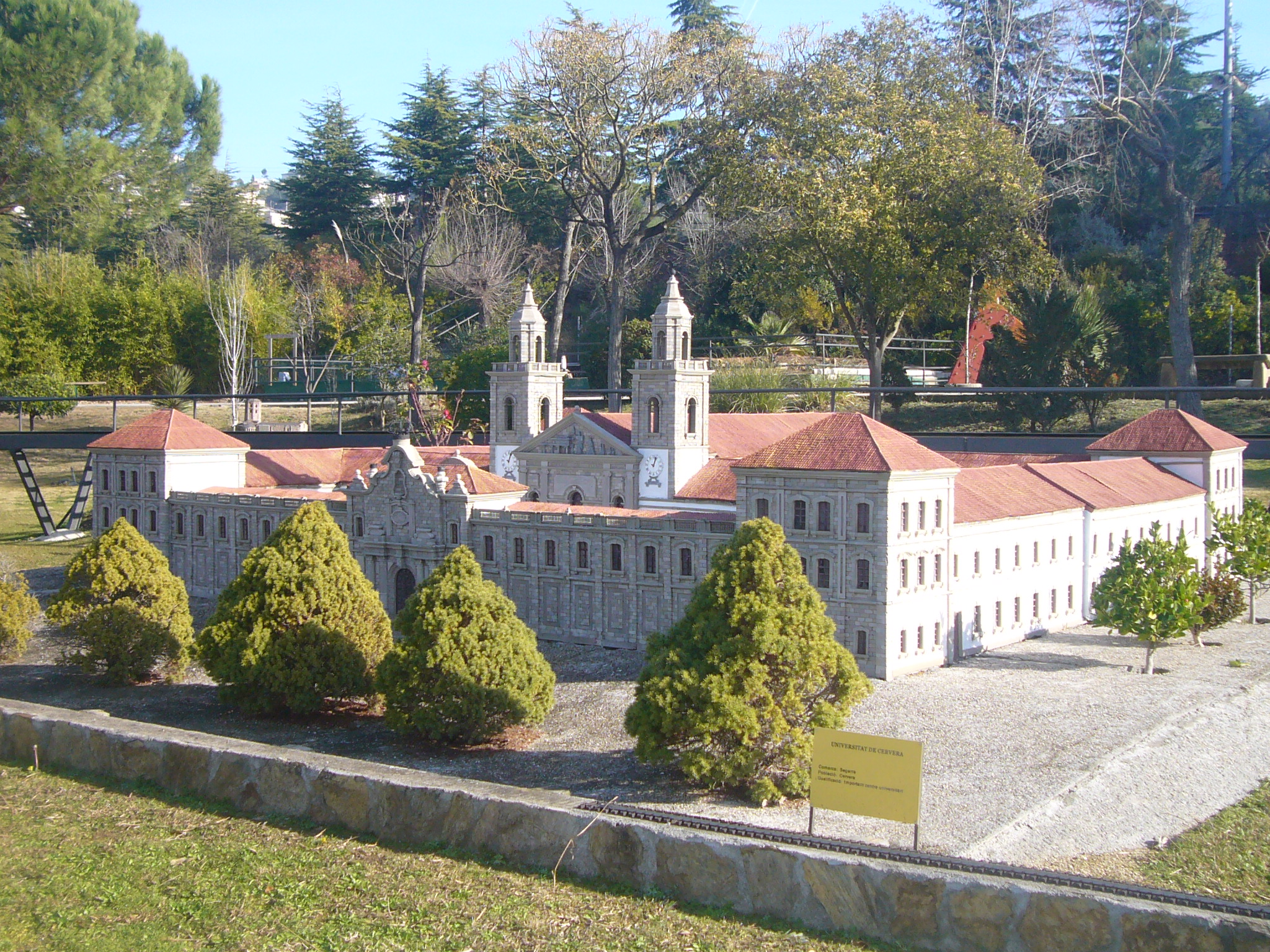
Maquette de l’édifice, dans le parc Catalunya en Miniatura.

- Faculté de théologie : sept chaires à pourvoir, dont deux de doctrine thomiste, attribuables à un frère dominicain et à un frère augustin ; deux de doctrine suariste, à un jésuite et à un bénédictin ; une de scotisme, à un franciscain ; une d’écritures saintes et de langue hébraïque, à un jésuite ; et une de morale, à un jésuite.
- Faculté de droit canon : trois chaires à pourvoir, dont seulement deux seront adjugées, à des enseignants laïques.
- Faculté de droit : trois chaires, toutes trois revenant à des laïques.
- Faculté de médecine : quatre chaires, attribuées respectivement à des docteurs résidant à Lérida et à Calaf, et, pour les autres deux, à Cervera.
- Faculté de philosophie : deux chaires, la thomiste dévolue à un docteur de Calaf, et la suariste à un jésuite.
- Humanités : quatre chaires de grammaire latine et grecque, et une de rhétorique, toutes devant échoir à des jésuites et dotées par la municipalité de Cervera.

L’organigramme enseignant initial comportait ainsi vingt-quatre chaires, dont neuf étaient détenues par des jésuites, ce qui, avec la présence qu’allaient maintenir les pairs de la Compagnie jusqu’à leur expulsion des territoires d’Espagne en 1767, devait laisser sur l’université de Cervera une évidente empreinte jesuitique.

### Imprimerie
L’université de Cervera jouissait de divers privilèges, dont celui de l’impression en privé de livres de l’enseignement commun. Ce privilège, susceptible de valoir à l’université un important accroissement de ses ressources économiques, avait été instauré par le décret royal du 16 mai 1718 et interdisait l’impression dans toute autre imprimerie de la principauté de Catalogne, de même que l’introduction dans l’université de tout texte ayant été imprimé en dehors de sa propre imprimerie.  
L’actuelle Bibliothèque de réserve de l’université de Barcelone conserve plus de 300 ouvrages publiés par l’université de Cervera, ainsi que plusieurs exemplaires des marques d’imprimeur qui ont servi de signe d’identification de l’université tout au long de son existence et sur lesquelles apparaissait l’effigie de l’Immaculée Conception, patronne de l’institution.

### Déclin et transfert vers Barcelone

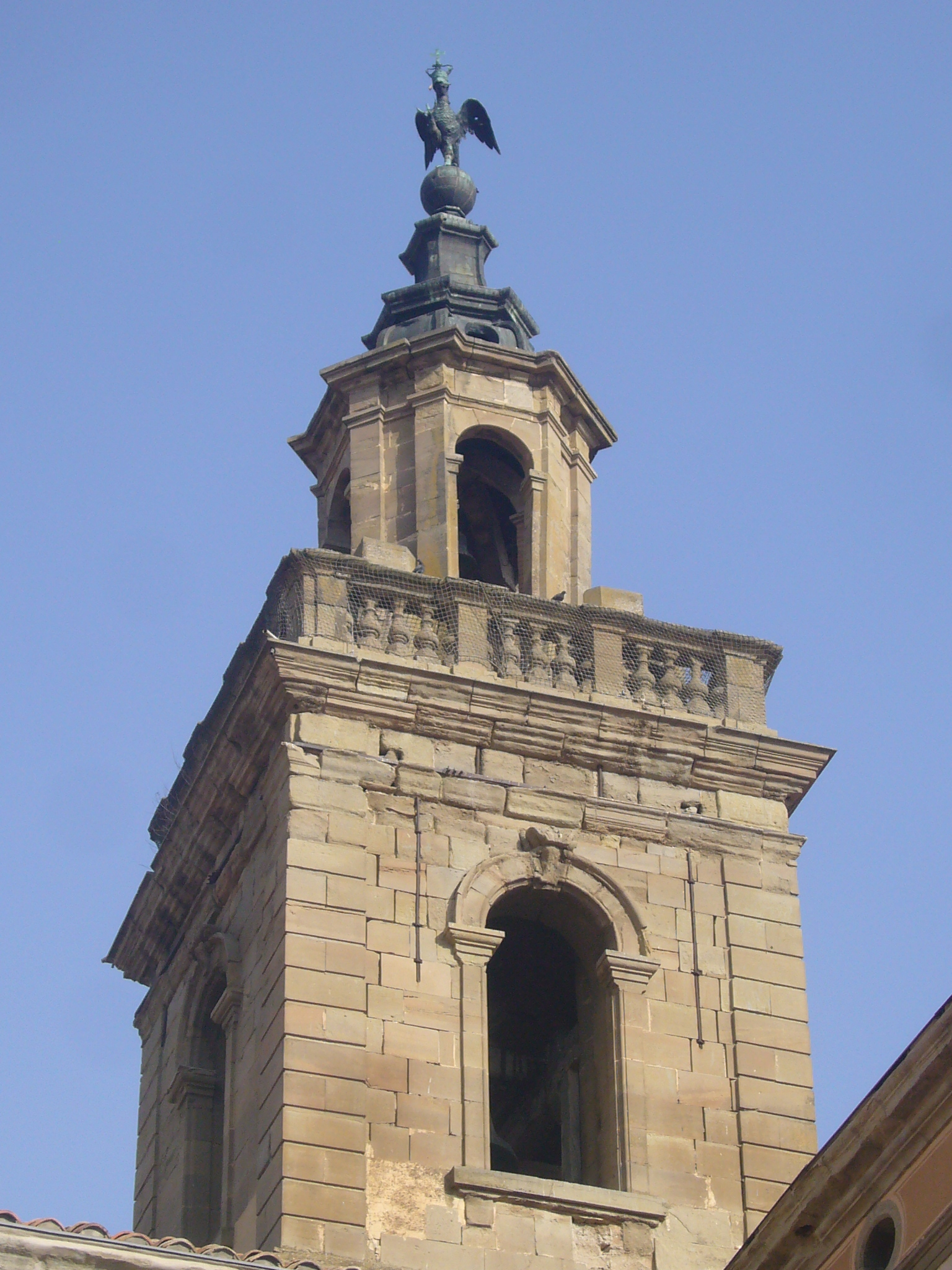
L’une des deux tours de la façade intérieure.

La municipalité de Barcelone décida, dans sa séance du 26 avril 1833, de tenter d’obtenir le rétablissement au moins partiel de quelques chaires universitaires dans la ville, sans prétendre, pour l’heure, au transfert de l’université de Cervera. Il fut convenu d’élever une requête à la Cour, par l’intermédiaire du capitaine général, portant sur sept chaires professorales de droit civil (droit romain et droit espagnol), lesquelles seraient appelées à être dirigées par le régent de l’Audiencia et resteraient sous l’égide du capitaine général. Cependant, le roi Ferdinand VII mourut le 29 septembre de la même année sans avoir répondu à la sollicitation municipale, qui aurait tendu à une restauration progressive de l’université de Barcelone. 
Sous Isabelle II, la municipalité de Barcelone renouvela sa pétition. Le capitaine général Llauder la soutint résolument, mais en outre fit valoir la nécessité de transférer l’université à Barcelone, attendu qu’il devenait dangereux, pour la consolidation du trône de la reine, de garder loin de la vigilance des autorités un si grand nombre d’âmes. Llauder dépeignit l’université de Cervera comme un foyer de conspiration contre les droits d’Isabelle II. À l’opposé, l’inspection générale de l’Instruction publique était résolument en faveur de Cervera. 
Pour le moment donc, Barcelone ne sut rien obtenir, tandis qu’entre-temps le conseil universitaire de Cervera, avec le recteur Bartomeu Torrabadella à sa tête, continuait, dans le but de garder l’université, d’expédier des notes au gouvernement louant les circonstances favorables de la ville de Cervera, notamment sa situation centrale par rapport aux autres villes de la principauté de Catalogne, la disponibilité de logements commodes pour les étudiants, la production à bon marché de denrées alimentaires, la salubrité de son climat, les honnêtes distractions offertes par la ville, le superbe édifice de l’université, somptueux, élégant et bien proportionné, les fruits avantageux que l’institution avait produits tout au long de son existence etc.
Cependant, le courant libéral qui exerçait sur la reine une influence sans cesse plus forte favorisa la position de Barcelone, au détriment des prétentions de Cervera. La Real Orden du 2 avril 1834 rétablit dans leurs postes les professeurs sanctionnés pendant l’année 1823 et suivantes. (Il convient de rappeler que sous le Triennat libéral (1820-1823), la municipalité barcelonaise ne doutait pas de pouvoir arracher l’université à la ville de Cervera, et que les Cortes de cette période avaient concédé à Barcelone la mise en place de chaires intérimaires, qui furent actives durant l’année universitaire 1821-1822, tandis que l’université de Cervera fut par deux fois frappée d’un incendie.) À partir de début 1835, l’université de Cervera eut à faire face à une série de problèmes provoqués par l’abandon de chaires par des professeurs, défections auxquels il fallut suppléer par des remplaçants moins compétents, ce qui fournit des arguments à Barcelone.
La Real Orden du 22 octobre 1835 autorisa la création à Barcelone, selon le régime d’enseignement privé, de chaires de droit civil et canon et d’éloquence judiciaire. Ces chaires furent établies au couvent de Sant Gaietà, hormis celles d’institutions canoniques, dont les cours allaient se dispenser au séminaire de Barcelone. La mise en place de ces chaires encouragea Barcelone à en solliciter d’autres, en alléguant de la nécessité de compléter les enseignements en médecine, philosophie, en arts et en sciences, et dans d’autres disciplines alors enseignées à l’Académie royale de médecine de Catalogne, à celle de pharmacie, et à l’École de la Llotja. La municipalité attirait l’attention sur les graves inconvénients que présentaient les universités de province, et en particulier celle de Cervera, beaucoup de leurs chaires n’ayant en effet pas de dotation suffisante et les chemins qui y menaient étant, à cause de l’état de guerre, peu sûrs.

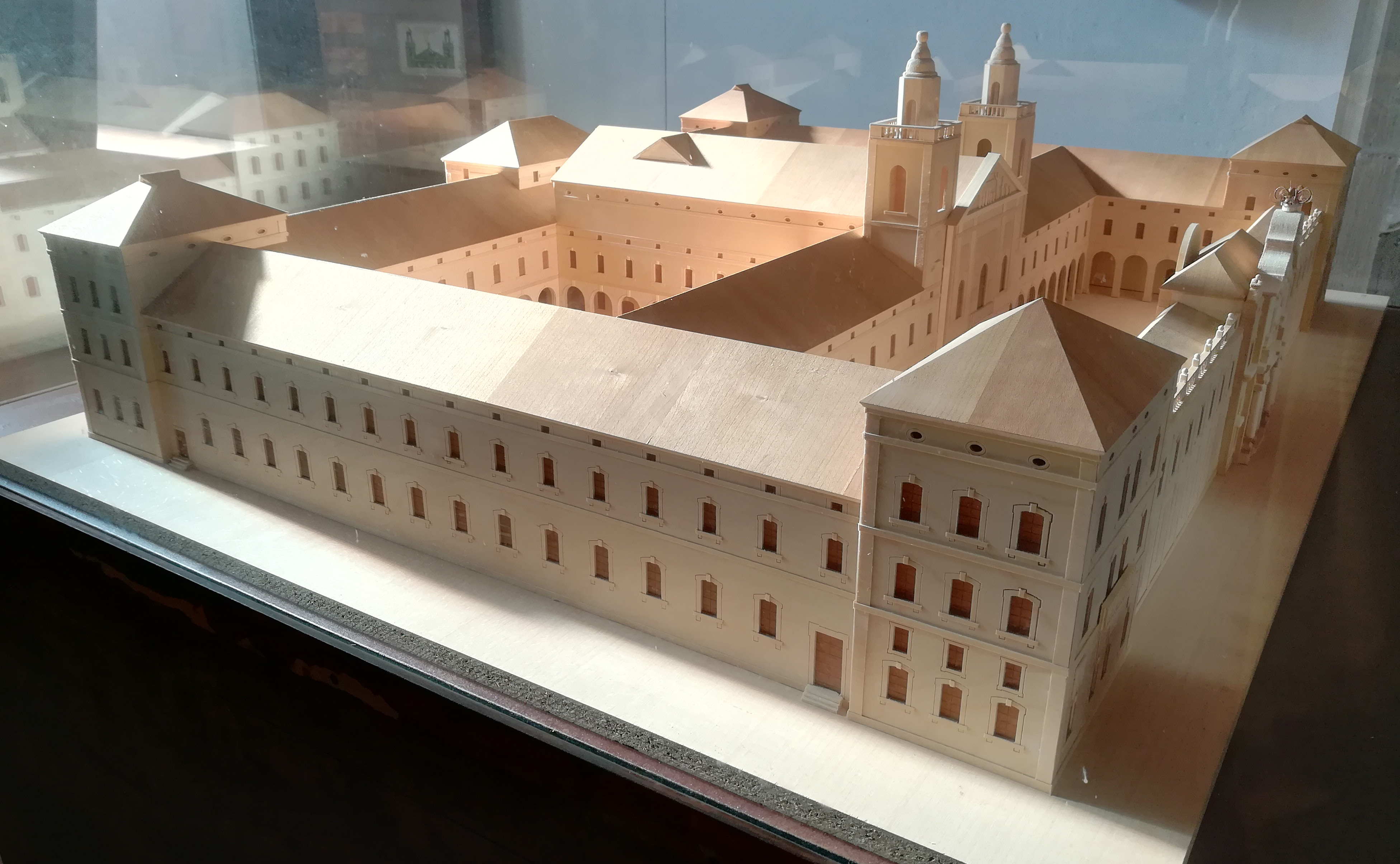
Maquette de l’université exposée dans le Paranimf. La façade principale (baroque) est à droite, avec sa conciergerie ; derrière s’étend la façade intérieure (néo-classique), avec ses deux tours ; perpendiculaire à la façade intérieure : le Paranimf.

L’ascension de la classe bourgeoise détermina une organisation de l’État différente de ce qui existait sous le régime absolutiste, et entre 1832 et 1840, l’État libéral allait définitivement s’implanter en Espagne. Dans le nouvel État, l’enseignement supérieur devait évoluer de sorte à former les fonctionnaires appelés désormais à avoir une grande importance, et il n’y avait par conséquent aucune raison de former les élites dans des lieux éloignés de la nouvelle vie — de là la propension à fermer les centres universitaires qui avaient été installés dans des endroits distants de l’activité humaine et de les transférer vers les grandes villes. Le glissement vers le libéralisme — dont les principaux jalons étaient la mutinerie de la Granja de San Ildefonso (août 1836), le rétablissement de la Constitution de 1812, la promulgation de la constitution progressiste de 1837, le désamortissement espagnol (mise en vente de biens de l’Église, en vertu de la loi du 29 juillet 1837) — finit par donner le coup de grâce à un enseignement dont le mentor était l’Église et qui restait axé principalement sur l’aristocratie. Dans un tel contexte, l’université de Cervera, parangon de centre d’études à l’usage du haut clergé et de la haute aristocratie, n’avait plus guère de raison d’exister.
L’ensemble des professeurs qui pendant l’année universitaire 1822-1823 avaient exercé à l’université provisoire de Barcelone se réunit le 14 septembre 1836, afin d’examiner les moyens de réinstituer les Études générales telles qu’elles avaient existé à l’époque constitutionnelle (1820-1823). Le corps professoral convint alors de s’efforcer de rassembler à Barcelone toutes les matières indispensables de sorte que les jeunes puissent y suivre leurs cursus respectifs, d’éliminer les difficultés à s’inscrire dans d’autres universités, et de solliciter de Sa Majesté que les formations suivies dans le cadre de ces Études générales aient la même validité que celles de l’université, que leurs professeurs aient compétence non seulement à faire passer des examens, mais aussi à conférer des titres, et que ces professeurs puissent continuer d’occuper les anciennes chaires de l’université littéraire de Barcelone de 1822. À la réunion du 17 septembre, on s’accorda sur ce que l’ouverture de chaires universitaires ait lieu le 18 octobre, sans préjudice de ce à quoi pourrait par ailleurs se résoudre le gouvernement.
Pour sa part, l’université de Cervera boucla son année 1836-1837 avec les plus grandes difficultés, dues au manque d’étudiants, conséquence de l’état de guerre, et à la défection d’une grande partie du corps professoral, parti soit enseigner à Barcelone, soit rejoindre les rangs carlistes.
Le 2 août 1837 se tint une réunion sous la présidence du chef politique de la province de Barcelone, lors de laquelle une note fut rédigée à l’intention de Sa Majesté, demandant que l’université littéraire, telle qu’elle avait existé avant 1714 ou en 1823, soit rouverte pour l’année suivante. La Real Orden du 6 août disposa en effet que les Études générales de Barcelone devaient se poursuivre, pendant que dans le même temps, la situation de l’université de Cervera s’était progressivement détériorée, quatre de ses facultés ayant dû être fermées pour cause de guerre et leurs recettes ayant été perdues pour les mêmes raisons ; de surcroît, des rumeurs circulaient d’une connivence de l’université de Cervera avec la faction carliste.
Dans de telles circonstances, et devant les instances continuelles des autorités municipales et académiques de Barcelone, le gouvernement décida, par voie de la Real Orden du 1er septembre 1837, le transfert de l’université de Cervera vers Barcelone, quoiqu’encore à titre provisoire, dans l’attente que les Cortès prennent la décision définitive la plus appropriée. Le vice-recteur des Études générales, Albert Pujol i Gurena, adressa au capitaine général de la principauté une requête demandant l’aide d’une escorte pour protéger le déménagement des livres, documents et effets de Cervera vers Barcelone. Cependant, Cervera entendait bien ne pas être privé de son université, et déclencha l’alerte dans toute la province de Lérida. Les municipalités de Cervera et de Lérida, le chef politique de Lérida, le délégué de l’université de Cervera à la Cour et tout leur réseau de relations s’agitaient à la Cour de Madrid pour éviter ce transfert ; comme résultat de ces actions, la Real Orden du 6 janvier 1838 prescrivait la cessation du transfert hors de l’université de Cervera de quelque objet que ce soit.

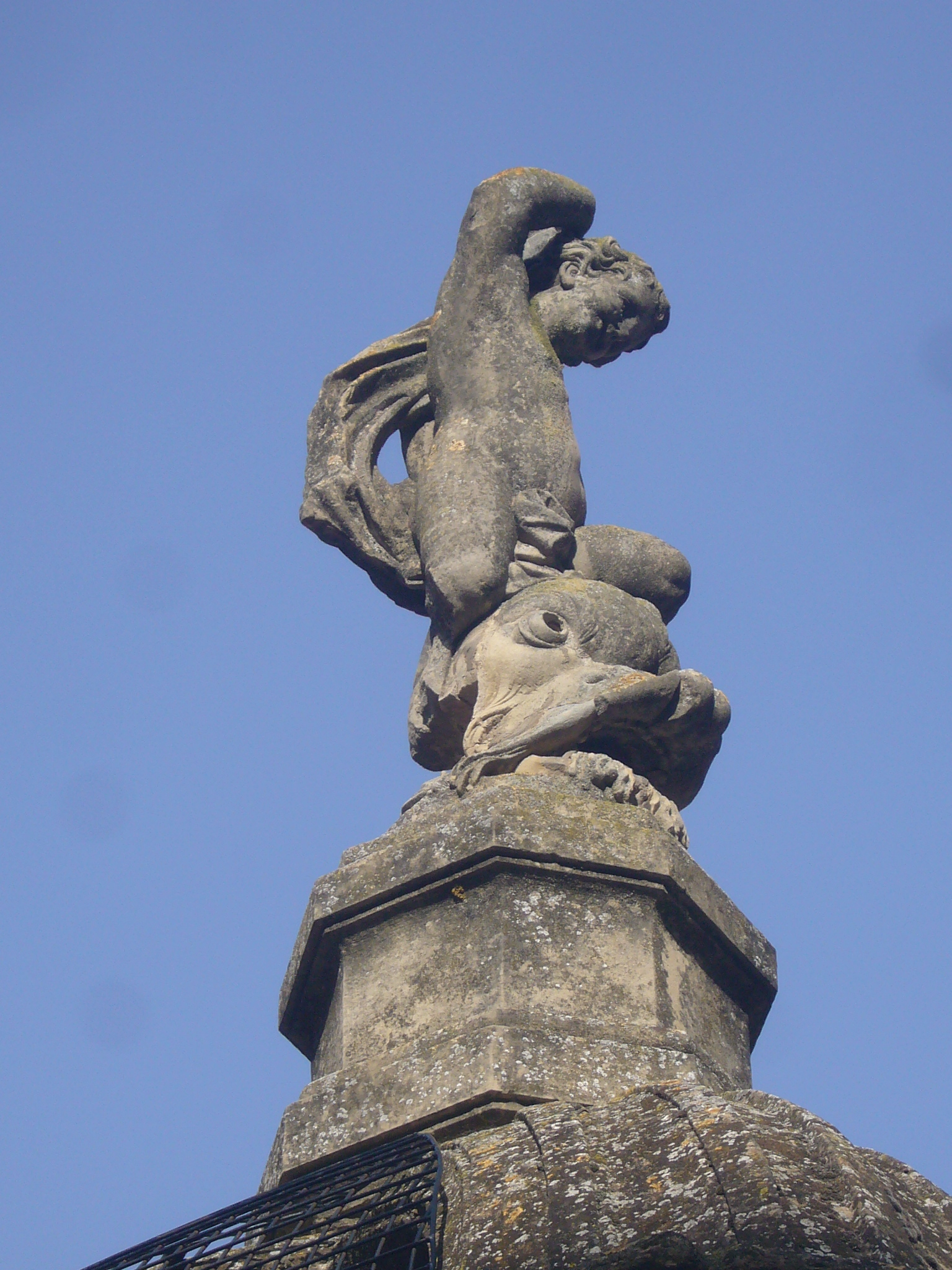
Couronnement de la fontaine d’une des cours intérieures carrées.

Entre-temps, à partir du 4 décembre 1837, les cours avaient brusquement commencé à Barcelone, après que le couvent des Carmélites chaussés eut été mis à disposition pour y installer, à titre temporaire, les chaires de philosophie, de théologie et de médecine. Pendant que Barcelone assurait solidement son université, comptant sur une situation de normalité pour forcer l’acceptation d’un fait accompli, l’université de Cervera au contraire se trouvait engagée sur une pente fatale. Plus d’une douzaine de ses professeurs manifestaient ouvertement leurs inclinations absolutistes en s’enfuyant à Berga, ville au pouvoir des carlistes, puis se rendaient à Solsona, où, d’accord avec la Junta Superior Gubernativa del Principado de Cataluña (Comité supérieur de gouvernement de la principauté de Catalogne), ils se proposaient de mettre en place l’enseignement universitaire, sous la direction du carliste Bartomeu Torrabadella ; la disposition du 17 octobre 1837 de la Junta prévoyait en effet l’organisation d’études pour tous les jeunes désireux de s’instruire dans les doctrines solides et religieuses. Lorsque Solsona fut tombée aux mains des isabellistes, l’université trouva refuge dans le monastère Saint-Pierre (monestir de Sant Père) de la Portella, où elle sera en fonction jusqu’à la fin de la guerre civile.
Pour l’année universitaire 1837-1838, vingt-sept étudiants s’étaient inscrits à l’université de Cervera, resp. de Solsona, alors qu’à l’université de Barcelone s’étaient inscrits, pour les mêmes matières, quelque huit cents étudiants. Le gouvernement, ayant eu connaissance de l’ouverture des cours à Cervera, ordonna, par la voie de la circulaire du 20 janvier 1838, que les étudiants de Cervera fussent privés du droit de s’inscrire à l’université et interdisait à cette institution d’ouvrir encore ses portes dans les années suivantes. Avec la défaite des carlistes, tant les autorités que les habitants de Cervera finirent par s’incliner peu à peu devant l’université barcelonaise, produit du libéralisme catalan. 
Toutefois, le transfert des effets de l’université de Cervera vers Barcelone ne s’accomplit pas sans une série de tergiversations, de craintes et de difficultés ; jusqu’au moment où la totalité du matériel de Cervera n’était pas parvenu à Barcelone, on ne pouvait considérer Cervera comme étant pleinement fermée. Avec la nomination d’Albert Pujol i Gurena, en vertu de la Real Orden du 20 juillet 1838, au poste de recteur de l’université de Barcelone, celle-ci acquit officiellement un caractère définitif. La guerre civile terminée en 1840, le corps professoral de l’université de Barcelone et son recteur adoptèrent à l’unanimité une résolution déclarant qu’il n’y avait plus désormais d’obstacles à ce que soient transportés à Barcelone tous les effets, livres, équipements et trésors de l’université de Cervera. À l’opposé, le Comité de gouvernement de la province de Lérida prit la résolution de réhabiliter l’université de Cervera, compte tenu de la nécessité de « faire un effort pour sauvegarder ses fors municipaux, la liberté et l’indépendance nationale » ; c’est la municipalité constitutionnelle de Cervera qui avait impulsé cette prise de position, proclamant le caractère temporaire du transfert vers Barcelone de l’université et que, l’état de guerre une fois terminé, l’université devait retourner à Cervera. Le 18 octobre 1840, les salles de cours de l’université de Cervera ouvrirent à nouveau leurs portes, encore que d’une façon très précaire, vu que son ancien corps professoral se trouvait à Barcelone et refusait de revenir. Cette ouverture des cours ne servait qu’à différer indéfiniment le transfert des matériels encore présents à Cervera.
Le 19 février 1841, Domingo Marià Vila i Tomàs fut nommé par la Direction générale des études recteur de l’université de Barcelone, pendant qu’Antoni Vila se voyait confirmé dans la fonction de vice-recteur, ceci témoignant de ce que le gouvernement central était résolu à défendre l’université de Barcelone. Le décret du 10 août 1842 signé par le général Espartero, régent du royaume, réduisit les vingt universités existantes, de façon à pouvoir mieux réorganiser l’enseignement supérieur. Le même décret ordonnait d’incorporer dans l’université de Barcelone celles de Cervera et de Palma — Barcelone devenant ainsi l’unique université de Catalogne.

## L’édifice

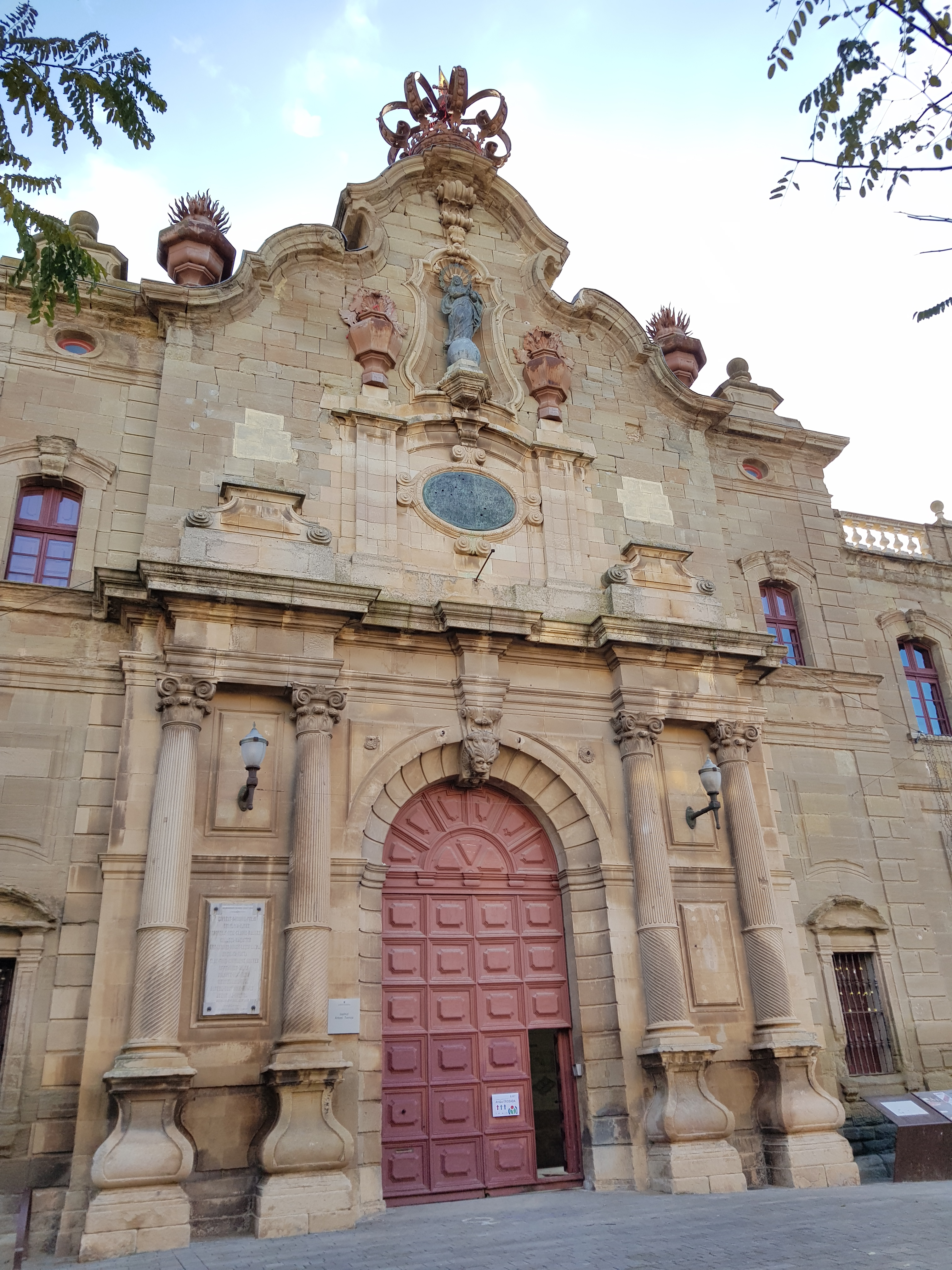
Porterie encastrée dans la façade principale (occidentale).

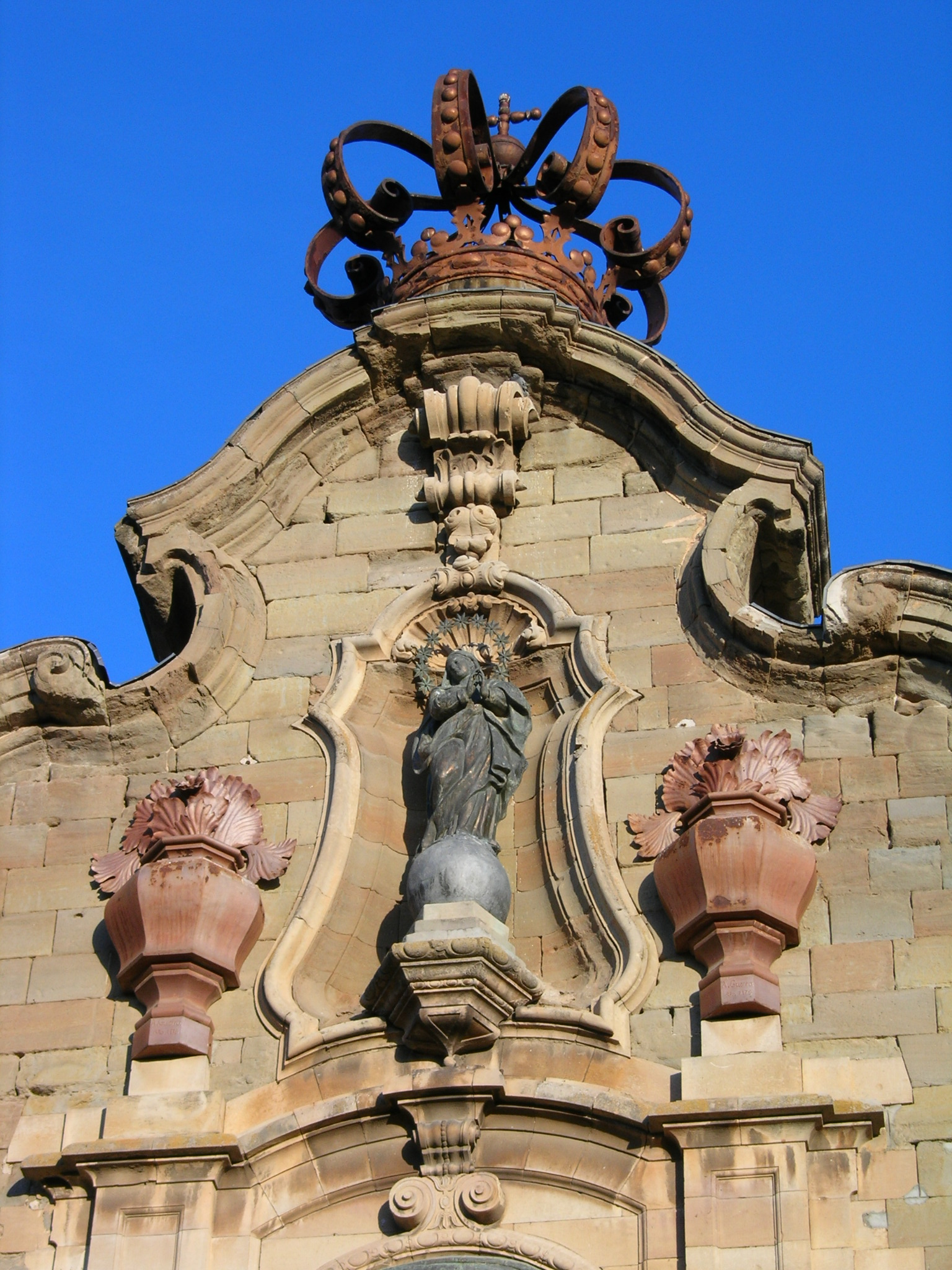
Détail du pignon de la conciergerie : statue de l’Immaculée Conception et couronne royale.

L’université de Cervera fut érigée entre 1718 et 1740 près de l’ancien quartier juif de la ville, selon des plans dressés à l’origine par l’ingénieur militaire Francesc Montagut (ou François Montaigu), puis modifiés en 1720 par Alexandre de Rez. Le bâtiment resta de 1737 à 1745 sous la direction de l’architecte barcelonais Francesc Soriano, dont la fonction fut assumée à partir de 1751 par Miguel Marín, ingénieur en chef de la principauté, qui donna une nouvelle impulsion à l’édifice.
Les corps de bâtiment de l’université, qui sont disposés en trois modules autour de trois vastes cours intérieures, composent un édifice de plan rectangulaire, d’amples proportions (10 400 m2), et cantonné de tours d’angle carrées à toit en pavillon. L’ensemble est classé au titre des monuments historiques (bien culturel d’intérêt national) et géré par la Généralité de Catalogne.
La façade principale, tournée vers l’ouest, de style baroque, fut construite entre 1726 et 1740 (année d’inauguration) et apparaît symétriquement organisée autour d’une monumentale porterie ; celle-ci comprend un portail d’entrée flanqué de chaque côté d’une paire de colonnes, est surmontée d’une plaque commémorative, et se termine par un pignon chantourné, dans le plan duquel se trouve logée une statue de l’Immaculée Conception, patronne de l’institution, et dont la corniche est coiffée à son sommet d’une grande couronne royale.
L’édifice traduit dans ses différentes parties l’évolution stylistique de sa période de construction. Ainsi, la façade intérieure, conçue par Miguel Marín à partir de 1751, est-elle d’un esprit classique appuyé, voire académiciste ; elle est décorée de pilastres, d’entablements et de frontons de l’ordre ionique, et d’une allégorie en relief de la Sagesse, œuvre de l'architecte et sculpteur Jaume Padró, et comporte deux tours jumelles de 33 mètres de hauteur. Chacune de ces tours présente deux compartiments superposés, celui du bas, à deux étages — l’étage inférieur logeant une horloge et celui supérieur étant percé de quatre fenêtres à arc plein-cintre avec clef de voûte —, que couronne une corniche et une balustrade à pinacles, et celui du haut, structure de pierre, de forme polygonale, à couronnement de bronze s’achevant par une aiguille faisant office de girouette. L’un des clochers renferme deux cloches. Derrière cette façade intérieure s’étendent deux cours intérieures carrées identiques au milieu de chacune desquelles se dresse un édicule servant de fontaine.
Après le transfert de l’université vers Barcelone, le bâtiment eut plusieurs affectations différentes. À l’heure actuelle, il abrite un établissement d’enseignement secondaire, un centre de formation professionnelle, un centre associé à l’UNED (Université nationale d’éducation à distance), la bibliothèque municipale, un dépôt ressortissant aux Archives de la Couronne d’Aragon, l’Institut français, et depuis 1987 les Archives historiques de la comarque de Segarra.

### LeParanimf
Le corps de bâtiment central de l’édifice, disposé perpendiculairement à la façade principale (c’est-à-dire d’est en ouest) et séparant les deux cours carrées, contient la salle de cérémonie (paranimf en catalan), laquelle se présente sous la forme d’une chapelle composée de trois nefs couvertes de voûtes d’arêtes et d’une coupole hémisphérique et présidée d’un somptueux baldaquin de Jaume Padró. On accède au paranimf par un double escalier central débouchant sur un vestibule. La porte d’entrée est, dans sa partie inférieure, de bois très ouvragé. La coupole circulaire, revêtue de stuc, est subdivisée en huit quartiers, séparés par des franges verticales rayonnantes, qui confluent vers la lanterne centrale, de petites dimensions. La demi-sphère de la coupole comprend quatre fenêtres-médaillons ovales représentant chacune un couple d’angelots, et séparées, sur les quartiers adjacents, par des fenêtres allongées garnies de fins entrelacs. Dans les trompes de ladite coupole ont été placées les statues de stuc des quatre évangélistes. Saint Luc est figuré assis, vêtu d’une tunique, d’une cape et de sandales, la tête à demi tournée vers la gauche et tenant entre les mains le livre des Évangiles, avec à ses côtés le taureau, son symbole, et à ses pieds les visages de deux angelots et une série de volutes semblant représenter les nuages et le ciel ; dans le fond se remarque un chevalet de peintre avec un tableau figurant la Vierge à l'enfant, et aux angles des figures d’angelots ; les robes et les figures ont beaucoup de mouvement, donnant un fort réalisme à l’ensemble. Saint Jean, assis sur une sorte de nuage, habillé d’une tunique, d’une cape et de sandales, tient dans la main gauche le livre des Évangiles et dans la main droite son symbole, l’aigle, au-dessus de parchemins et d’un encrier ; dans le fond se dresse un édifice doté de multiples pilastres, garde-corps, fenêtres, etc., paraissant un palais ; à l’entour se trouvent des angelots, certains représentés en entier, d’autres dont on aperçoit seulement la tête et les ailes ; l’ensemble, d’un grand travail et d’une extraordinaire richesse, est d’une grande animation et expressivité. Saint Mathieu, devant un fond composé de petits anges portant des palmes et d’un autel avec une croix, est montré de profil, assis avec une tunique sur les genoux et les Évangiles dans les mains, le regard dirigé sur le texte et une main prête à tourner la page, et vêtu d’une sorte de longue tunique et de sandales ; à ses pieds et sur son côté gauche se tiennent trois angelots ; la minutie avec laquelle sont travaillés la barbe et les habits et la foule des détails confère à cette sculpture une allure très réaliste. 

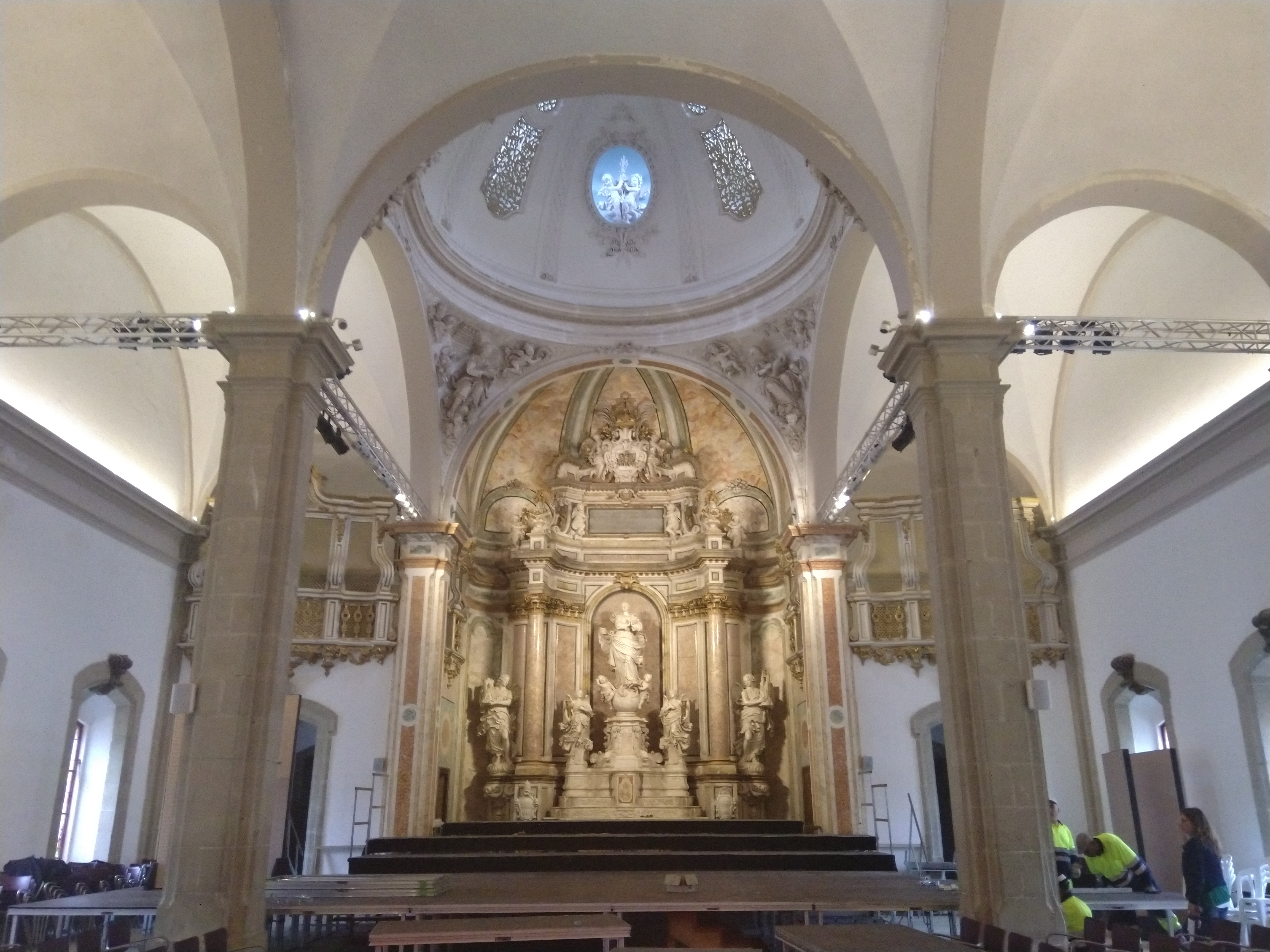
Chapelle et salle de cérémonie (Paranimf), avec son retable sculpté, œuvre de Jaume Padró.

Le retable, fait de marbre et d’albâtre de couleur, est le chef-d’œuvre de Padró. L’ensemble sculptural, indissociable du plan architectural de la chapelle, présente une composition des plus soignées, aux rythmes alternants et convergents sous-tendant le mouvement ascensionnel de la Vierge, mouvement encore rehaussé par la coupole, qui donne à cet ensemble une illumination et une théâtralité impressionnante. La Vierge, d’albâtre, se détachant sur la coloration de jaspe de l’arrière-plan, se tient debout sur un globe terrestre, piétinant le serpent, symbole du péché, et garde la tête penchée vers le ciel, vers où son regard se dirige. Deux petits anges à ses pieds lui servent de gardiens. Le long vêtement, qui lui arrive jusqu’aux pieds, est vaporeux et la mante lui flotte des deux côtés de la ceinture, ce qui donne à la statue une grande mobilité et sveltesse.
En contrebas de la Vierge, des deux côtés, se trouvent quatre anges, tous d’albâtre, dont deux de grandes dimensions, se tenant tous debout sur une volute, les jambes légèrement repliées et tout le corps reposant sur l’une des deux, et serrant dans les bras qui un instrument de musique, qui un petit édifice avec de petits personnages. Les cheveux, les plumes des ailes, et la tunique, semblant flotter sous l’effet d’une légère brise, sont minutieusement travaillés et dégagent une forte impression de réalisme et de dynamisme.
De part et d’autre du maître-autel ont été apposés quatre balcons réalisés en bois et en stuc, peints dans une teinte dorée, dont la balustrade prend une forme légèrement concave sur la partie centrale et convexe aux extrémités. Du garde-corps surgissent quatre colonnes torses supportant un entablement et délimitant trois travées, dont la plus grande, celle du milieu, est couronnée d’un somptueux fronton à volutes.